# Oulad Si Bouhya
Oulad Si Bouhya (àrab أولاد سي بوحيى) és una comuna rural de la província de Sidi Bennour de la regió de Casablanca-Settat. Segons el cens de 2014 tenia una població total de 18.198 persones.